# Уэксфорд (округ)
Уэ́ксфорд (англ. Wexford County) — округ в штате Мичиган, США. Официально образован в 1840 году. По состоянию на 2010 год, численность населения составляла 32 735 человек.

## География
По данным Бюро переписи США, общая площадь округа равняется 1 489,251 км2, из которых 1 463,351 км2 суша и 25,900 км2 или 1,800 % это водоёмы.

## Население
По данным переписи населения 2000 года в округе проживает 30 484 жителей в составе 11 824 домашних хозяйств и 8 383 семей. Плотность населения составляет 21,00 человек на км2. На территории округа насчитывается 14 872 жилых строений, при плотности застройки около 10,00-ти строений на км2. Расовый состав населения: белые — 97,29 %, афроамериканцы — 0,19 %, коренные американцы (индейцы) — 0,74 %, азиаты — 0,42 %, гавайцы — 0,03 %, представители других рас — 0,24 %, представители двух или более рас — 1,09 %. Испаноязычные составляли 1,01 % населения независимо от расы.
В составе 33,60 % из общего числа домашних хозяйств проживают дети в возрасте до 18 лет, 56,20 % домашних хозяйств представляют собой супружеские пары проживающие вместе, 10,30 % домашних хозяйств представляют собой одиноких женщин без супруга, 29,10 % домашних хозяйств не имеют отношения к семьям, 24,20 % домашних хозяйств состоят из одного человека, 10,10 % домашних хозяйств состоят из престарелых (65 лет и старше), проживающих в одиночестве. Средний размер домашнего хозяйства составляет 2,55 человека, и средний размер семьи 3,00 человека.
Возрастной состав округа: 26,80 % моложе 18 лет, 7,70 % от 18 до 24, 28,10 % от 25 до 44, 23,40 % от 45 до 64 и 23,40 % от 65 и старше. Средний возраст жителя округа 37 лет. На каждые 100 женщин приходится 98,10 мужчин. На каждые 100 женщин старше 18 лет приходится 93,80 мужчин.
Средний доход на домохозяйство в округе составлял 35 363 USD, на семью — 39 915 USD. Среднестатистический заработок мужчины был 31 198 USD против 21 733 USD для женщины. Доход на душу населения составлял 17 144 USD. Около 7,70 % семей и 10,30 % общего населения находились ниже черты бедности, в том числе — 11,50 % молодежи (тех, кому ещё не исполнилось 18 лет) и 8,50 % тех, кому было уже больше 65 лет.